# Dammastock
De Dammastock is met een hoogte van 3630,3 meter de hoogste bergtop van de Urner Alpen in Centraal-Zwitserland. De berg is de hoogste top in het kanton Uri en tevens de hoogste bergtop in centraal Zwitserland. De berg ligt op de grens van de kantons Uri en Wallis.
De Dammastock is de hoogste berg boven het bekken van de Rhônegletsjer en boven het dal van Göschenen. Vanuit het noorden is de berg moeilijk te beklimmen (graad III tot IV). Daarentegen is de beklimming over Rhônegletsjer eenvoudiger. Aan de oostflank van de berg begint de Dammagletsjer. Op de zuidgraat van de Moosstock, ten oosten van de Dammastock en de Dammagletsjer ligt op een hoogte van 2438 meter de Dammahut. De eerste keer dat de Dammastock beklommen werd was op 28 juli 1864 door Albert Hoffmann-Burkhardt en de beide gidsen Johann Fischer en Andreas v. Weissenfluh.